# Bolonya
Bolonya (  pronuncia (?·pàg.), AFI : /boˈloɲɲa/ ; en dialecte bolonyes Bulåggna, AFI : /buˈlʌɲ:ɐ/) és un municipi italià que l'abril de 2024 tenia 390.518 habitants, capital de la ciutat metropolitana del mateix nom, i de l'Emília-Romanya. Seu de la universitat més antiga del món occidental, acull nombrosos estudiants que animen la vida cultural i social. És conegut per les seves torres, els seus llargs pòrtics i un centre històric ben conservat, entre els més grans de tota Itàlia.
La ciutat, els primers assentaments de la qual es remunten almenys al I mil·lenni aC, va ser un important centre urbà primer sota els etruscs i celtes, després sota els romans i, a l'edat mitjana, com a municipi lliure. Capital septentrional dels Estats Pontificis a partir del segle xvi, va tenir un paper molt important durant el Risorgimento i, durant la Segona Guerra Mundial, ja que va ser un dels eixos de la Resistència. Després de la Segona Guerra Mundial, com gran part d'Emília, va ser governada gairebé de manera continuada per administracions d'esquerra.
Bolonya és un important centre de comunicacions per carretera i ferrocarril al nord d'Itàlia, en una zona on es troben importants indústries mecàniques, electròniques i alimentàries. És la seu de prestigioses institucions culturals, econòmiques i polítiques, i un dels centres d'exposicions més avançats d'Europa.
Alguns dels seus pòrtics i el paratge natural dels Gessi Bolognesi estan inclosos en el patrimoni mundial de la UNESCO.

## Geografia física

### Territori
Bolonya es troba a l'extrem meridional de la vall del Po, a prop dels primers relleus muntanyosos dels Apenins toscano-emilians, entre la desembocadura de les valls del riu Reno i la riera de Savena, que la banyen longitudinalment, a l'oest i a l'est. respectivament. L'altitud del territori municipal oscil·la entre els 29 m sobre el nivell del mar del districte de Corticella a 54 m del centre de la capital, fins a aproximadament 280 m de Colle della Guardia que domina l'àrea urbana i a aproximadament 390 m de Monte Sabbiuno als límits meridionals del territori municipal.

### Clima
Bolonya té un clima temperat humit, amb estius molt calorosos i humits i hiverns força freds i humits.
La temperatura mínima absoluta, registrada a l'aeroport Guglielmo Marconi el 1966, va ser de −18,8 °C, mentre que el màxim absolut és igual a +40,1 °C registrats el 4 d'agost de 2017. La precipitació mitjana a la ciutat varia, segons l'any, de 600 a 900 mm i es solen concentrar a la primavera i la tardor.
A l'hivern hi poden haver nevades, de vegades molt intenses, i freqüents gelades nocturnes: la de febrer de 1929 i més recentment la de febrer de 2012 (amb 119 cm de neu nova a la ciutat).

El modest vent contribueix a la formació de boires i a la persistència d'una elevada contaminació atmosfèrica derivada del trànsit. De tant en tant, però, hi ha dies amb ratxes de fins a 120 km/h (per exemple el 26 de desembre de 1996) a causa de l'efecte dels vents del nord; durant l'estiu es poden registrar ràfegues fortes, fins i tot superant 100 km/h durant les tempestes.

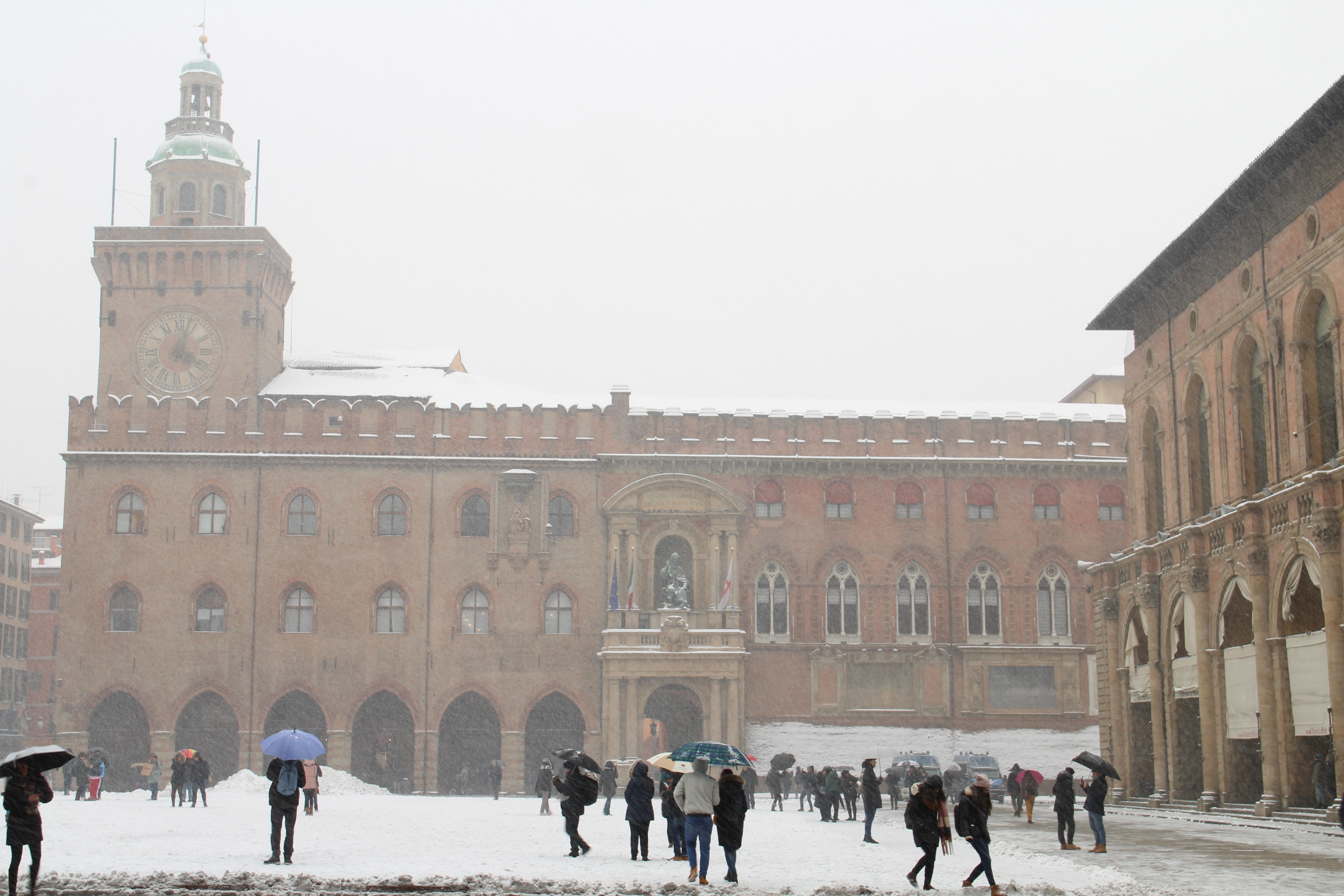
Palazzo d'Accursio durant una nevada el març de 2018.

## Història

### Història antiga

Les poblacions de la Gàl·lia Cisalpina.

La zona de Bolonya ha estat habitada des del III mil·lenni aC, però és sobretot a partir del segle IX aC que s'han registrat assentaments importants. En aquest període, i fins al segle vi aC, la zona on avui es troba Bolonya estava ocupada per assentaments de l'edat del ferro pertanyents a la civilització vilanovenca. Als segles VII - VI aC tenim constància d'una obertura als models culturals i artístics de l'Etrúria tirrènica, durant la qual la ciutat va rebre el nom de Felsina (en etrusc Felzna o Felsna).
Posteriorment (segles V - IV aC ), amb el descens dels gals a la Península Itàlica, els etruscs van perdre el control de la zona. El domini gal sobre la zona va durar fins a l'any 196 aC, any en què els gals boi van ser sotmesos als romans. L'any 189 aC aquests darrers van fundar una colònia de dret llatí que van donar el nom de Bononia.

### Història medieval

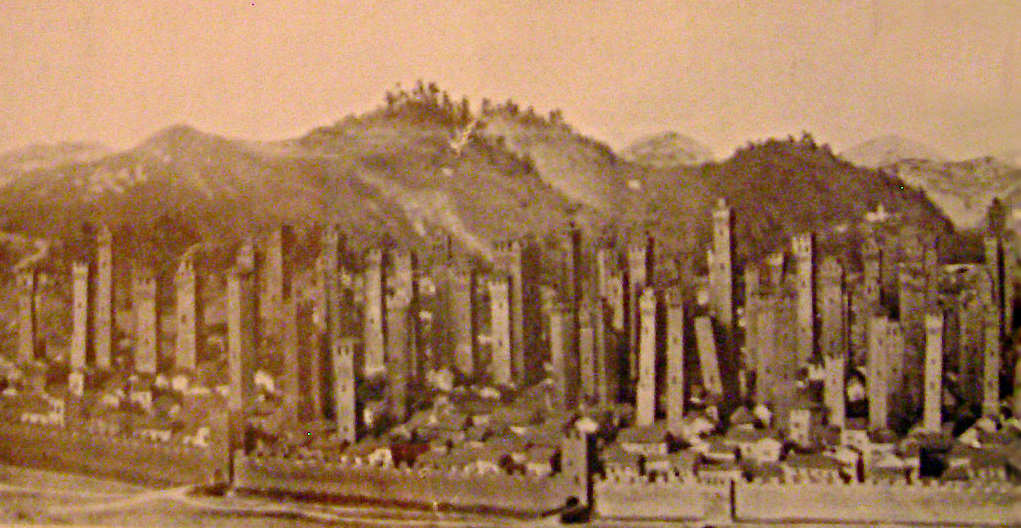
Representació de la ciutat medieval (Angelo Finelli 1917)

Després de la caiguda de l'Imperi, va ser sotmès a Odoacre, Teodoric el Gran ( 493-526 ), l'Imperi Romà d'Orient i finalment, el 727, als llombards, per als quals va constituir principalment un centre militar. El 774, després de la conquesta de Carlemany, la ciutat va passar sota el Regnum Italiae.
Repoblada al segle X, Bolonya va començar a albergar aspiracions municipals, que va aconseguir afirmar a la mort de Matilde de Canossa el 1115, obtenint una sèrie de concessions jurisdiccionals i econòmiques de l'emperador Enric V l'any següent. El 15 de maig de 1116 es considera doncs la data de fundació del municipi de Bolonya.
La fundació de la que és reconeguda com la primera universitat del món occidental (el Studium) es remunta convencionalment al 1088. Entre els primers professors hi havia els juristes Pepone, Accursio i Irnerio, que van fer famosa l'escola de jurisprudència bolonyesa a tot Europa.
El municipi va participar en la lluita contra Barbarroja, que va acabar amb la pau de Constança l'any 1183, després de la qual va experimentar una forta expansió, inclosa la construcció (època de les cases torre): va ser un dels principals centres d'intercanvi comercial gràcies a un sistema avançat de canals que permetia el trànsit de grans quantitats de mercaderies i aportava l'energia necessària per alimentar nombrosos molins industrials. A finals del segle xiii tenia 50 000, potser 60 000 habitants.
Al segle XIII Bolonya es va implicar en les lluites entre els güelfs i els gibelins, amb un èxit mixt. El 1249 els bolonyesos van aconseguir capturar el rei Enzo de Sardenya, fill de Frederic II de Suàbia, que va estar presoner fins a la seva mort (1272) al palau del mateix nom.
L'any 1257, per primera vegada a Itàlia i potser al món, l'alcalde Bonaccorso da Soresina va promulgar el Liber Paradisus que va abolir l'esclavitud i va redimir els serfs, pagant els antics propietaris amb diners públics i al preu de mercat.
Entre finals del segle xiii i principis del XIV, les lluites internes van afeblir les institucions municipals i la ciutat es va sotmetre a poc a poc a l'autoritat papal. El 1327 el llegat papal Bertrando del Poggetto va prendre la ciutat, només per ser expulsat per l'aclamació popular el 1334. L'any 1337 va començar el senyoriu de Pepoli.
A la mort de Taddeo Pepoli, el govern de la ciutat va passar als Visconti de Milà, després de nou a l'Església. Després d'un període municipal efímer, l'any 1401 el senyoriu de la ciutat va passar a la família Bentivoglio, que la va mantenir (entre altres alts i baixos) fins a la seva expulsió pel papa Juli II el 1506.

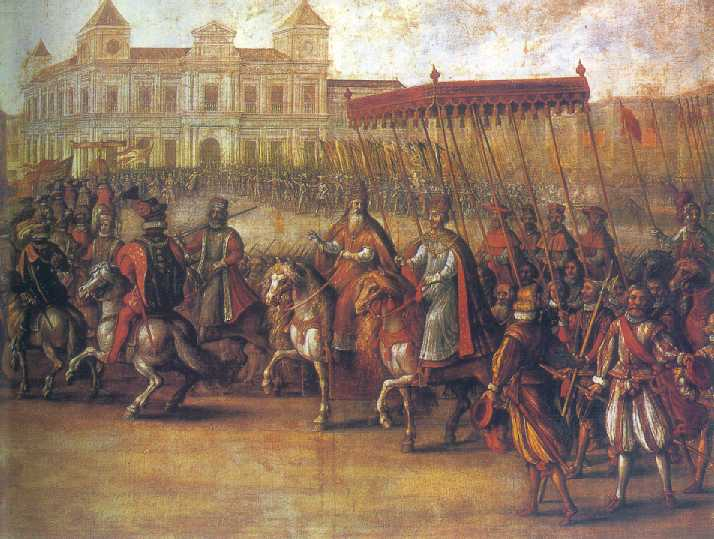
Climent VII i Carles V a Bolonya per a la coronació d'aquest últim el 1530.

### Història moderna
El 1507 Bolonya va passar als Estats Pontificis i el 1530 es va celebrar la coronació de l'emperador Carles V a mans del papa Climent VII a la basílica de San Petronio. La ciutat va romandre als Estats Pontificis fins al 1796, quan les tropes franceses van arribar a Bolonya amb Napoleó. Tanmateix, després del Congrés de Viena (1815) la ciutat va tornar als Estats Pontificis. Els austríacs s'hi van establir, per ser annexionats després, amb el plebiscit de l'11-12 de març de 1860, al Regne de Sardenya que esdevindria el Regne d'Itàlia exactament dotze mesos més tard.

### Segona Guerra Mundial

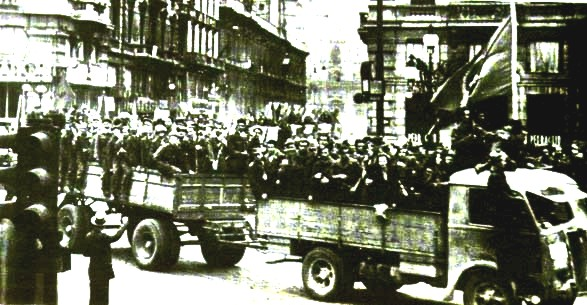
Els partisans desfilen a Bolonya durant les celebracions per l'alliberament el 21 d'abril de 1945

La ciutat de Bolonya va ser exposada a nombroses accions de bombardeig durant la Segona Guerra Mundial. Els atacs aeris van tenir efectes devastadors a la ciutat, incloent la pèrdua de més de 3 000 vides, la destrucció de monuments, el trastorn dels barris del centre històric i grans danys a l'estació principal de ferrocarril.
Bolonya va pagar un alt preu en sang per la seva oposició a la República de Salò i a les tropes invasores nazis. L'episodi més famós de la Resistència Bolonyesa va ser la batalla de Porta Lame, lliurada el 7 de novembre de 1944.
La batalla per la ciutat va començar el 9 d'abril de 1945. El matí del 21 d'abril, en una Bolonya ara abandonada pels alemanys, els soldats del II Cos polonès del VIII Exèrcit britànic, les unitats avançades de la 91a i la 34a divisions dels EUA i les avantguardes dels grups de combat italians van entrar a la ciutat. enmig de l'alegria de la població "Friuli" i "Legnano", i partidaris de la " Brigada Maiella ".

### Història recent

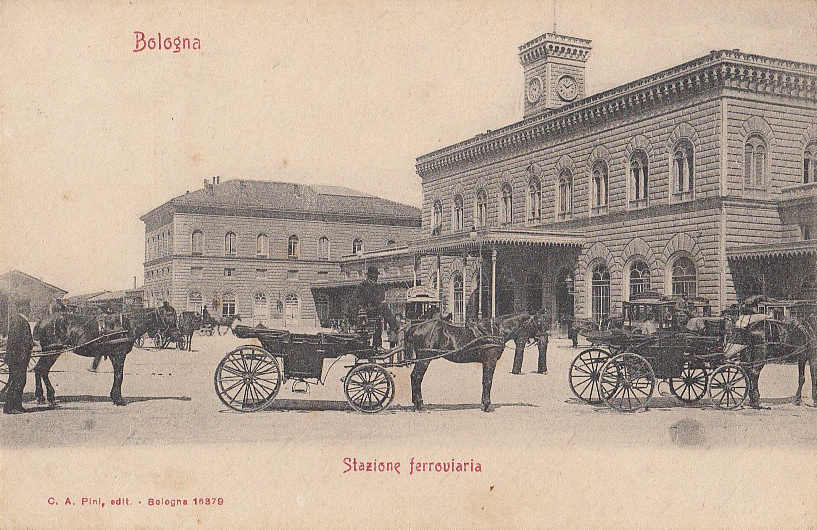
Estació Central de Bolonya a principis del.

De 1945 a 1999 la ciutat va tenir contínuament alcaldes d'esquerres, el més famós dels quals va ser Giuseppe Dozza. El gran moviment alternatiu expressat per Bolonya als anys setanta i vuitanta va fer de la ciutat el referent a Itàlia per a diferents sectors de l'art.
Durant l'administració de Renato Zangheri, el 2 d'agost de 1980 una bomba va esclatar a l'estació central de Bolonya causant vuitanta-cinc morts i més de dos-cents ferits: aquest esdeveniment va passar a la història com la massacre de Bolonya. Els judicis posteriors van establir l'origen del terrorisme negre.
L'any 1999 la tradició d'alcaldes d'esquerres es va interrompre amb l'èxit electoral de Giorgio Guazzaloca, candidat cívic de centredreta, que segueix sent l'únic exponent d'aquesta coalició que ha pres possessió al Palazzo d'Accursio. Durant el seu mandat, el 19 de març de 2002, l'expert en dret laboral i consultor laboral Marco Biagi va ser assassinat per les Noves Brigades Roges. L'experiència de centredreta va acabar l'any 2004 quan va ser elegit alcalde l'antic sindicalista Sergio Cofferati. El següent alcalde, Flavio Delbono, elegit el 2009 novament des del centreesquerra, va dimitir el gener de 2010 després d'una investigació judicial. El 2011 va ser elegit Virginio Merola, del Partit Demòcrata, reconfirmat el 2016 per a un segon mandat. El 2021, l'exponent del Partit Demòcrata Matteo Lepore, antic regidor dels ajuntaments de Merola, va ser elegit alcalde.

## Monuments i llocs d'interès

### Pòrtics

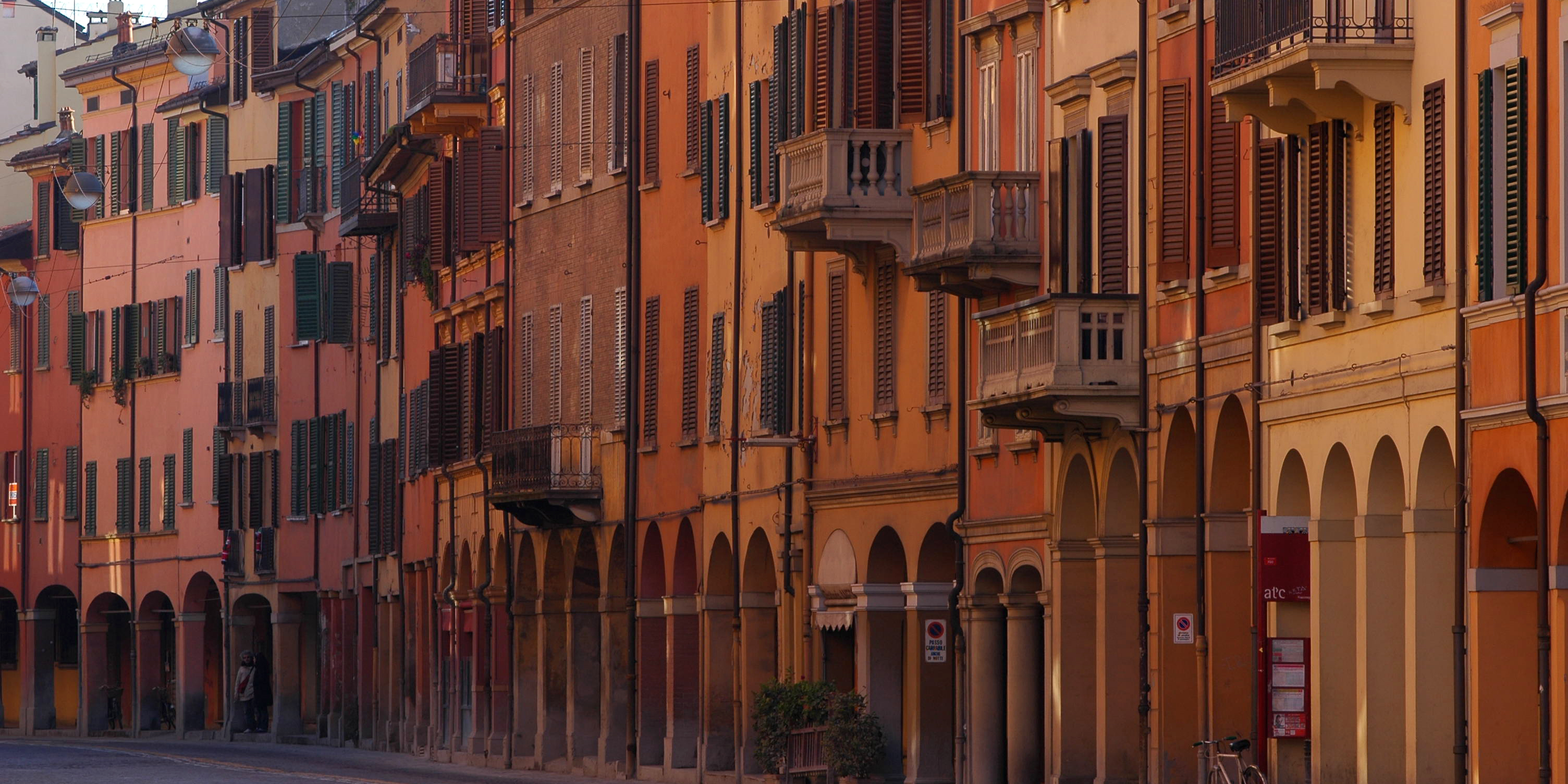
Pòrtics de Via Saragozza

Bolonya és la ciutat dels pòrtics: més de 38 km només al centre històric. Es poden trobar a quasi tots els carrers del centre i el seu origen és en part atribuïble a la forta expansió que va tenir Bolonya a la baixa edat mitjana. D'aquí la necessitat d'aprofitar al màxim els espais i augmentar el volum de les cases ampliant les plantes superiors amb pòrtics sostinguts per columnes. Com a altres ciutats properes, els pòrtics permeten caminar per la majoria dels carrers de la ciutat protegits de la pluja i la neu. Com a espai de trobada entre espai públic i privat, també van ser un mitjà per a l'expansió de les activitats comercials i artesanals, així com de socialització.
Els pòrtics de Bolonya són un bé italià declarat Patrimoni de la Humanitat per la UNESCO l'any 2021.

### Arquitectura religiosa

#### Esglésies

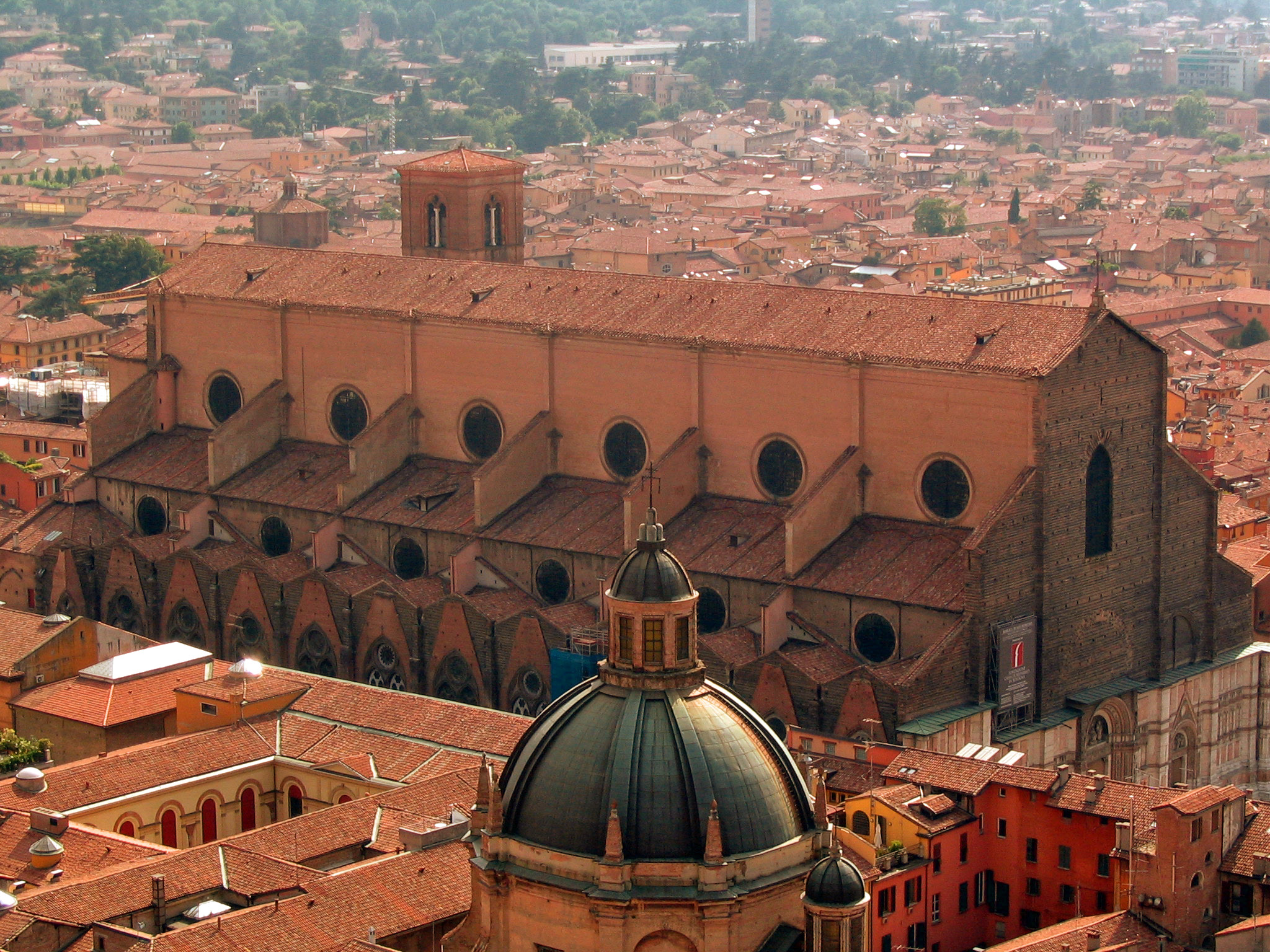
La Basílica de San Petronio vista des de la Torre Asinelli.

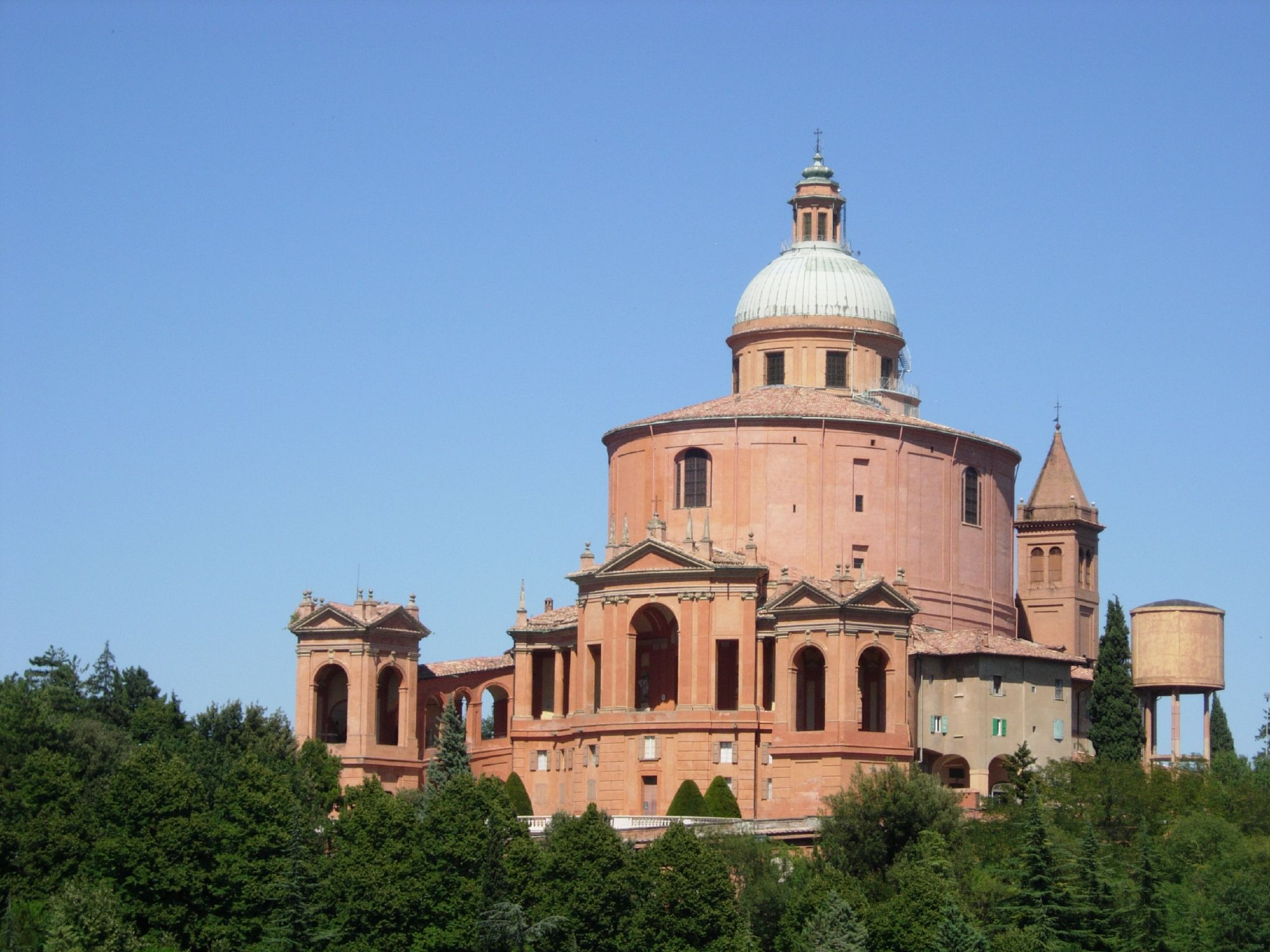
Santuari de la Mare de Déu de Sant Luca.

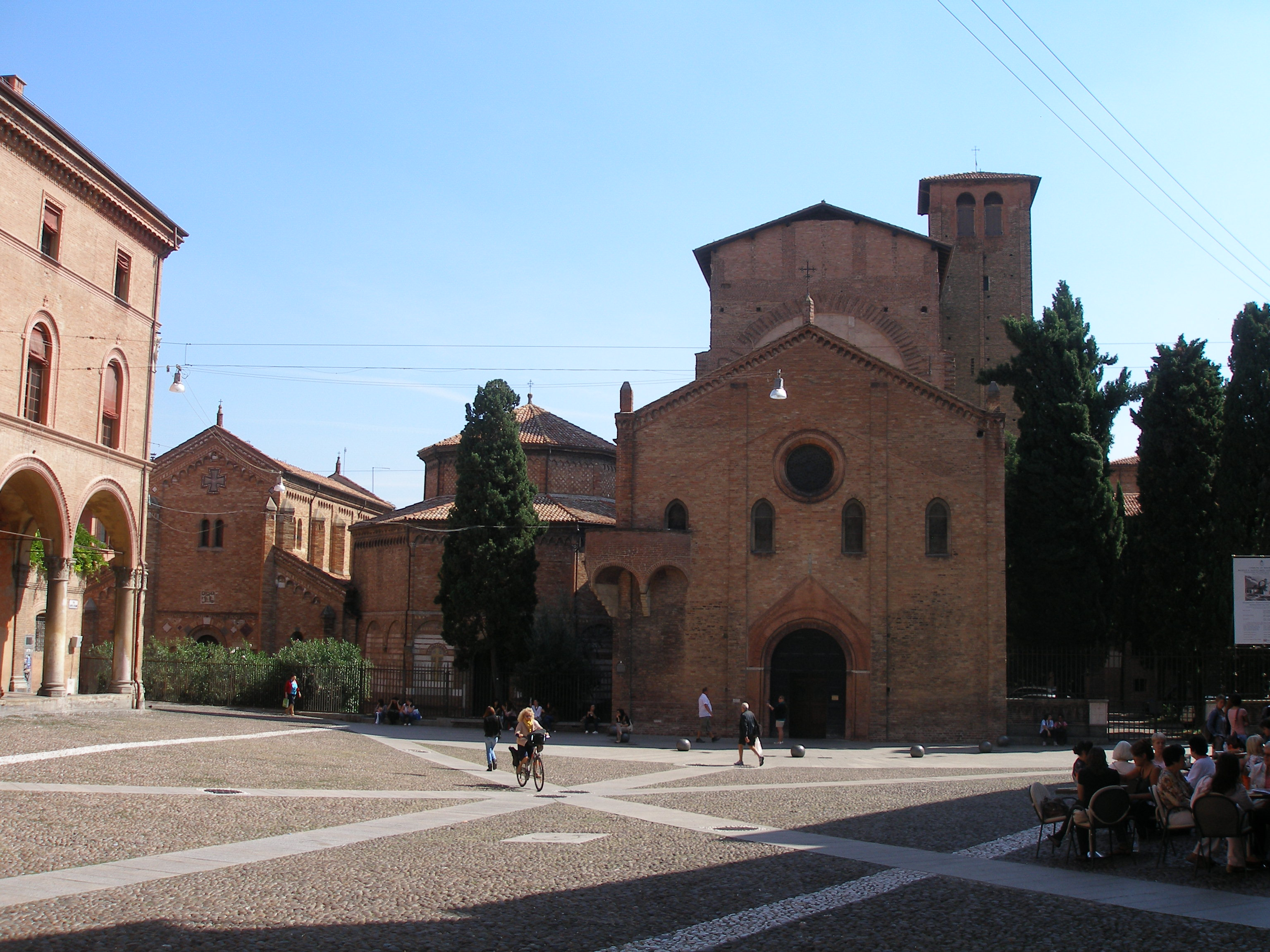
El complex de Santo Stefano.

A Piazza Maggiore hi ha la gòtica i imponent basílica de San Petronio construïda per ordre del Municipi entre 1390 i 1659. Té un portal decorat amb baixos relleus de Jacopo della Quercia, mentre que a l'interior hi ha algunes capelles notablement decorades. A la nau esquerra, al terra, es pot veure el rellotge de sol més gran del món, dissenyat pel matemàtic Giovanni Domenico Cassini i construït l'any 1655.
Destaca la basílica de San Francesco del segle XIII (tot i que va patir importants intervencions al segle XIX i després de la Segona Guerra Mundial), primer exemple de gòtic francès a Itàlia. Coeval és l'església de San Domenico, on es troba l'arca on es guarden les restes del sant, creada per Nicola Pisano i taller, Niccolò dell'Arca i Miquel Àngel. Al costat de les dues esglésies hi ha els monuments funeraris dels glossadors.
A la Piazza Santo Stefano destaca l'església de Santo Stefano, també conegut com "les Set Esglésies" per la seva divisió en nombroses esglésies i capelles comunicades per un pati i un claustre. El nucli original es va construir al segle VIII sobre un temple pagà del segle II dedicat a la deessa egípcia Isis, del qual en resta un arquitrau amb dedicatòria a la deessa, tapiat per l'exterior, i unes columnes de granit africà. L'estructura arquitectònica principal és marcadament romànica, malgrat algunes modificacions posteriors.
La catedral de la ciutat dedicada a Sant Pere, situada a la via Indipendenza, va ser construïda al segle XVII sobre les ruïnes de l'antic edifici paleocristiano. Altres esglésies importants de la ciutat són San Giacomo Maggiore ( 1263 ), d'estil gòtic i amb un elegant pòrtic renaixentista; la Basílica de Santa Maria dei Servi (edificada entre els segles XIV i XVI ), amb una Majestat de Cimabue i un evocador quadripòrtic; Santa Maria della Vita (l'església del primer hospital de Bolonya, fundada l'any 1260 ), a l'interior de la qual hi ha les preciosíssimes terracotes de la Marie Piangenti, coneguda com la Lamentació sobre el Crist Mort i creada per Niccolò dell'Arca entre 1463 i 1490.
A Colle della Guardia, al sud-oest del centre històric, hi ha el característic santuari de la Madonna di San Luca ( 1765 ), al qual s'hi pot accedir per un carrer porticat molt llarg i evocador dels segles XVII i XVIII (el més llarg del món, 3,796 km ).

### Arquitectura civil

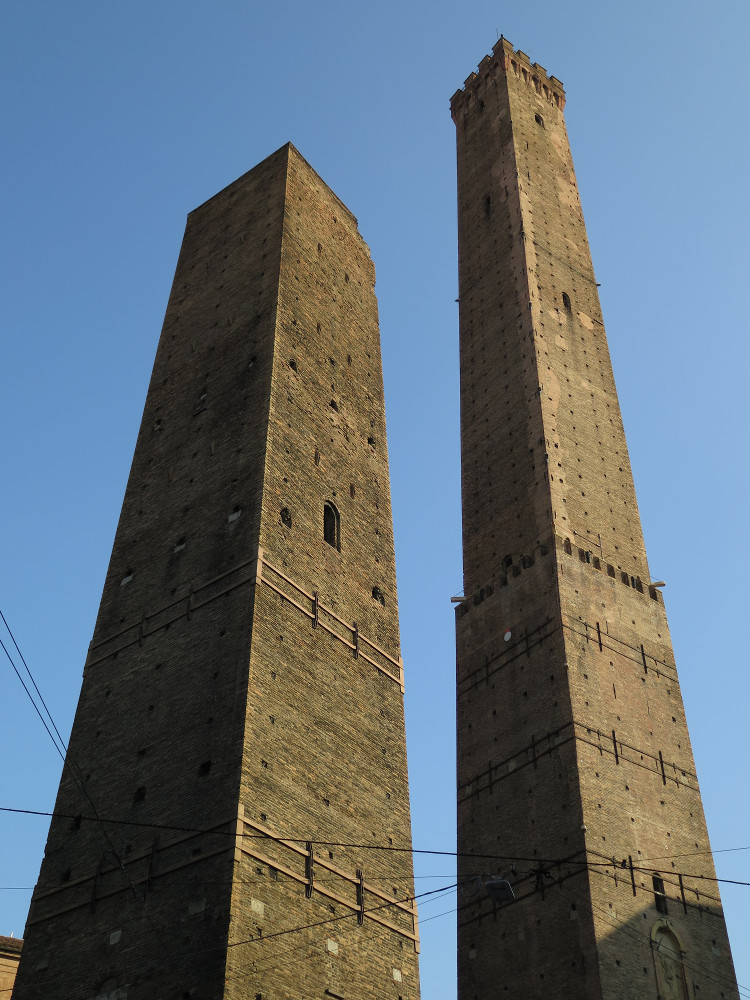
Les due Torri.

Les torres nobles de Bolonya, d'origen medieval, són un dels trets més característics de la ciutat. D'ells, originàriament al voltant d'un centenar, avui només en sobreviuen disset. Entre les torres supervivents podem esmentar la Torre Azzoguidi (61 metres d'alçada), la Torre Prendeparte (59,50 metres), i les dues torres molt més conegudes: la Torre Asinelli i la Torre Garisenda.
Les due torri són els monuments simbòlics de la ciutat: la Torre degli Asinelli (97,20 metres, la torre inclinada més alta d'Itàlia) i la Torre della Garisenda (originalment 60 metres d'alçada, ara 48) construïda per ordre dels nobles gibelins el segle XII. La més inclinada de les dues, la Garisenda, va ser citada diverses vegades per Dante Alighieri, a la Divina Comèdia ( Inferno, XXXI, 136-140) i a la Rime, com a prova de la seva estada a Bolonya.

#### Edificis i viles històriques

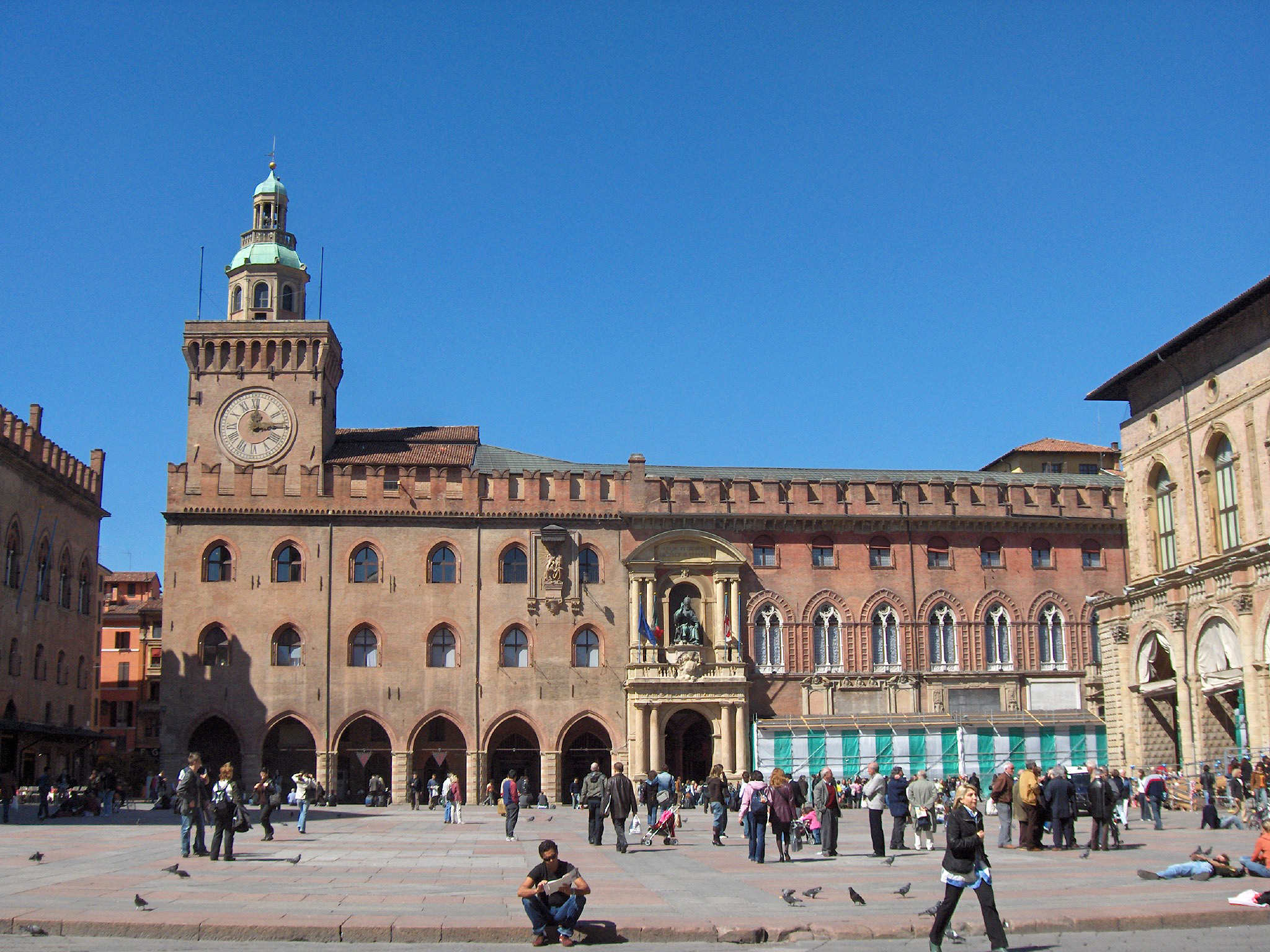
Palau D'Accursio

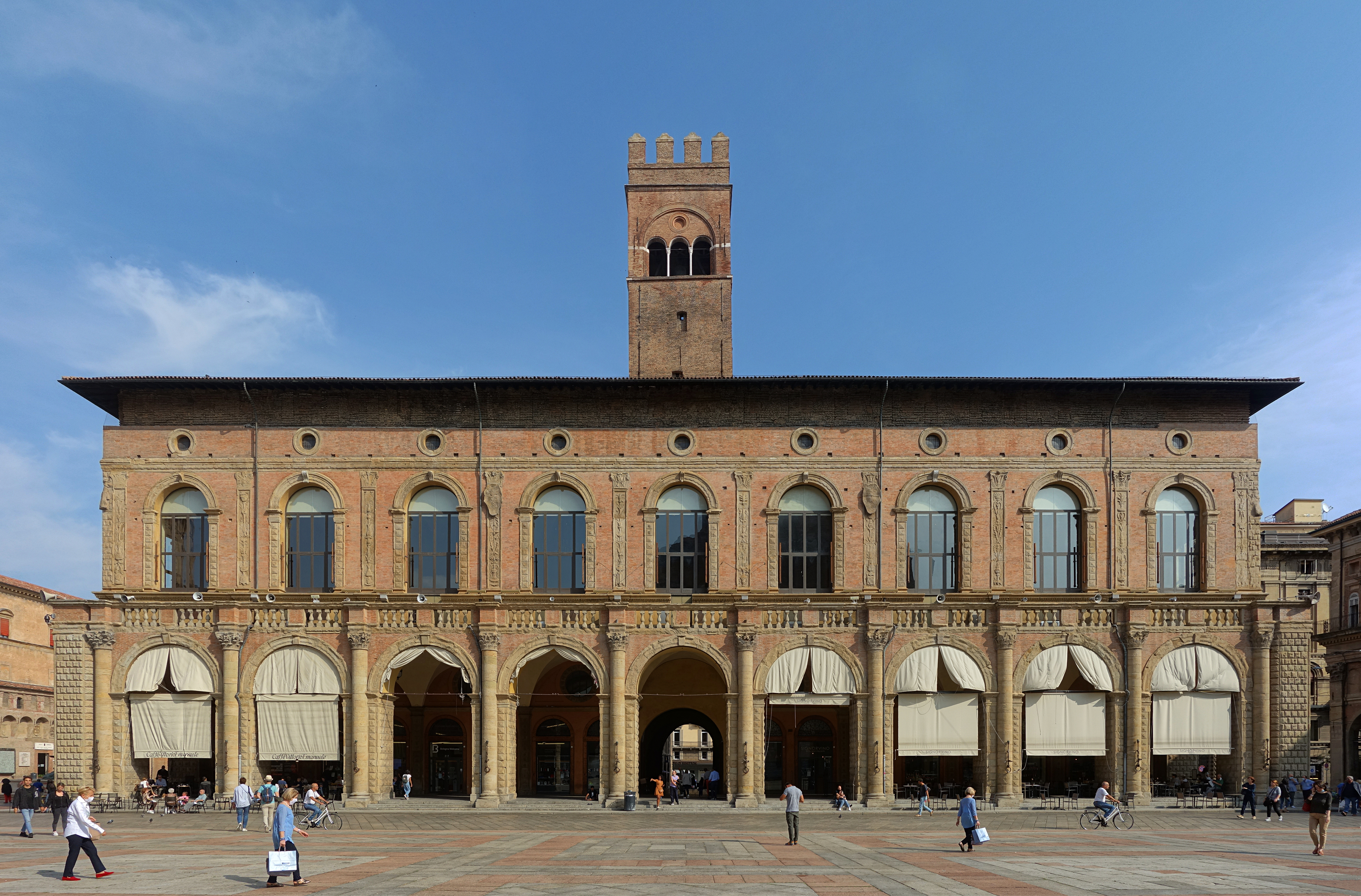
Palau del Podesta

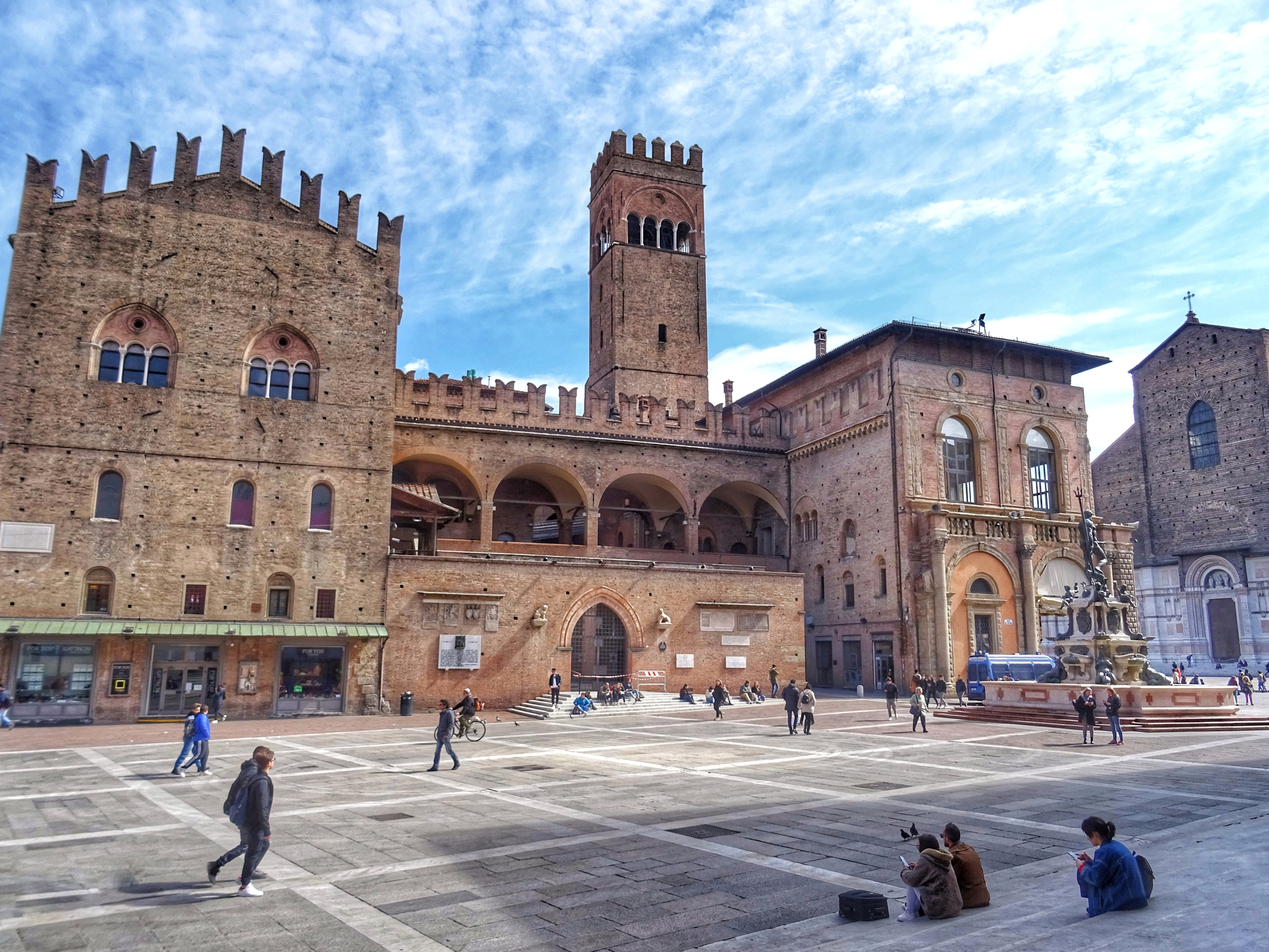
Palau Re Enzo

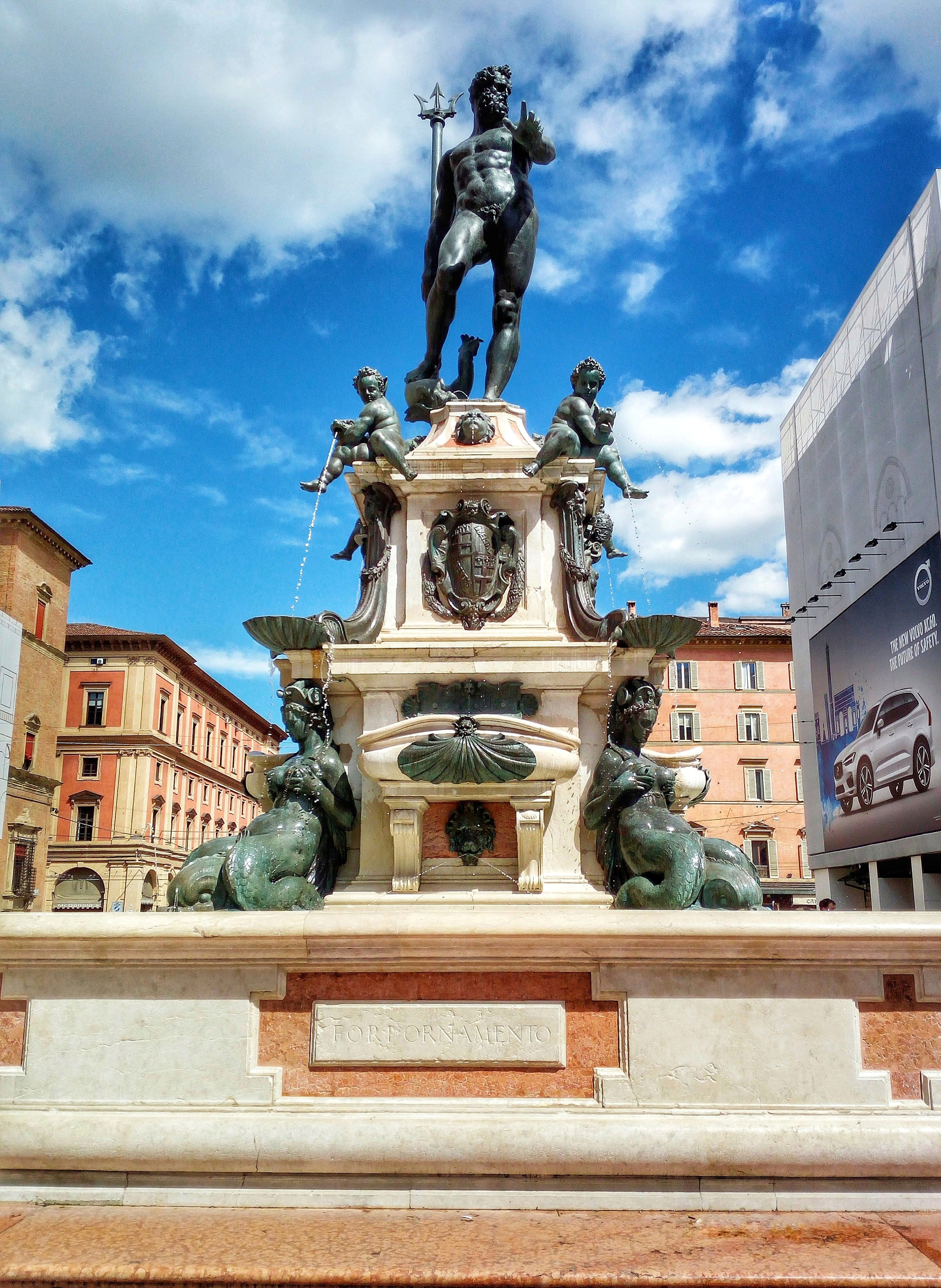
Font de Neptú

La majoria dels palaus de Bolonya es remunten principalment a l'època en què la ciutat va ser incorporada als Estats Pontificis entre els segles XVI i XVIII i pertanyien a les famílies senatorials que governaven Bolonya en aquella època. Alguns es van construir, d'altres, ja presents, només es van modernitzar. Els Bentivoglio van ser anteriorment una de les primeres famílies a construir el seu propi palau, que però va ser destruït i la runa es troba als Giardini del Guasto dei Bentivoglio, darrere del Teatre Municipal.
L'Archiginnasio de Bolonya és un dels edificis més significatius de la ciutat: va ser la seu de l'antiga Universitat, de 1563 a 1803. El palau va ser construït l'any 1562 a partir d'un disseny d'Antonio Morandi (conegut com la Terribilia), i és molt ric en història i obres d'art. Esmentem el conjunt mural heràldic (que està format per més de 6 000 escuts d'estudiants), i el teatre anatòmic (que data de 1637, una sala dedicada a l'estudi de l'anatomia en forma d'amfiteatre, construïda en avet). fusta, amb enteixinat, i decorat amb estàtues de metges il·lustres del passat i models anatòmics de l'artista Lelli). Des de 1838 és la seu de la Biblioteca Municipal.
Pel que fa a les vil·les, en alguns casos es tracta d'antics convents o llocs de culte que, a l'època napoleònica, eren venuts a particulars i en algunes ocasions transformats en vil·les. Aquestes eren i són encara les cases de les famílies més benestants de la ciutat. Alguns exemples notables d'aquests edificis es poden trobar als voltants de la ciutat, als turons dels voltants o cap a San Lazzaro.

### Arquitectura militar

#### Murs

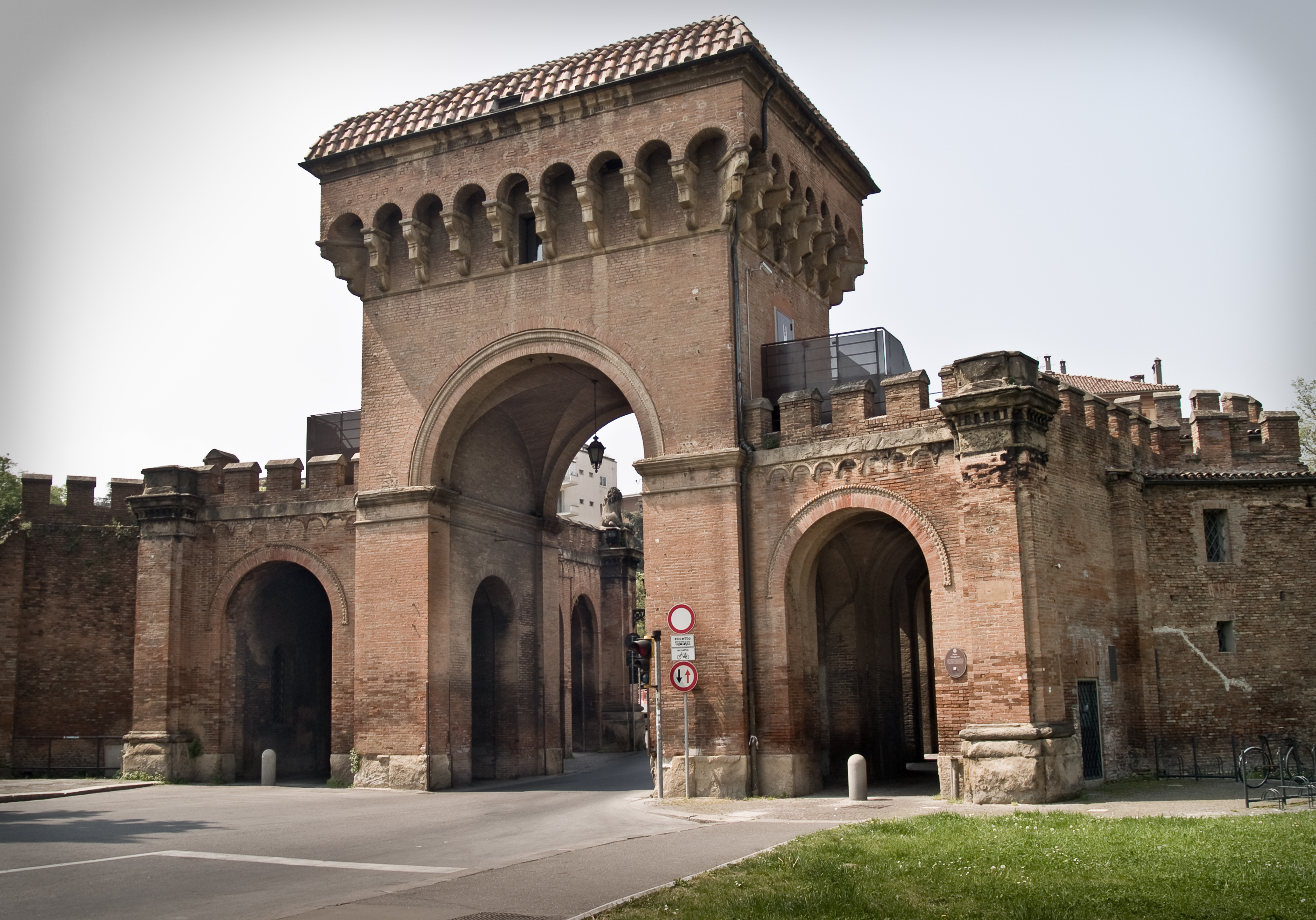
Porta Saragozza, una de les 12 portes del tercer cercle de muralles.

En temps històrics, Bolonya tenia almenys tres cercles de murs: el més antic dels quals queden restes va ser construït en blocs de selenita a la tarda antiguitat. El segon cercle, anomenat "dels Torresotti" o "dels mil" s'atribueix tradicionalment a mitjans del segle XII, encara que els historiadors han tingut en compte ara una retrodatació d'aproximadament un segle.
El tercer i últim cercle de muralles més gran es remunta als segles XIII i XIV, i mai va tenir eficàcia defensiva. D'ella, després de la discutible demolició que es va produir a principis del segle XX, en van quedar deu de les dotze portes i alguns petits trams de muralla.
Dins del traçat d'aquestes muralles, el teixit urbà de la ciutat s'ha mantingut en gran part intacte: això la converteix en un dels nuclis històrics més grans d'Itàlia.

### Espais naturals

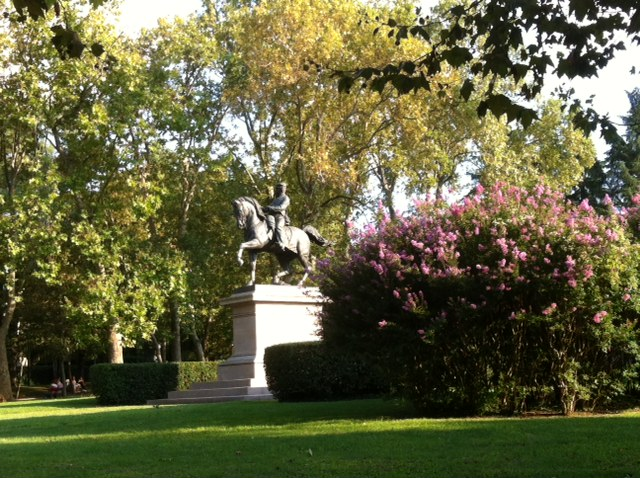
Estàtua eqüestre de Vittorio Emanuele II, de Giulio Monteverde (1884), als jardins de la Margherita.

Giardini Margherita
El principal parc públic de Bolonya es va inaugurar l'any 1879, d'unes 26 hectàrees de superfície, conté un llac artificial i diverses espècies de fauna i flors. A l'interior hi ha un edifici modernista, una estàtua eqüestre de Vittorio Emanuele II, una reproducció d'una barraca vilanovenca, un estany educatiu per a nens, un bar i un club de ball, diversos camps de tennis, bàsquet, voleibol i de cinc. una pista de karts, un espai de coworking i multifuncional creat en lloc dels antics hivernacles dels jardins. Antigament hi havia un petit zoològic, del qual resta la gàbia del lleó, reutilitzada per a altres usos.
Jardí de la Montagnola
El parc més cèntric i un dels més antics es troba prop de l'estació central i l' estació d'autobusos . Té dues entrades principals: una formada per l' escala del Pincio, davant de l'estació d'autobusos, i una altra a la plaça VIII Agosto.

## Societat
Bolonya, també per la seva situació geogràfica, ha estat sempre una cruïlla de corrents migratoris. En l'època moderna es va registrar una explosió demogràfica entre finals del segle XIX i principis dels setanta, passant d'uns 100 000 a gairebé 500 000 habitants. L'augment massiu de la població es degué en gran part a la immigració, primer procedent de les zones rurals i muntanyoses circumdants, i després, sobretot després de la Segona Guerra Mundial, d'altres zones d'Itàlia, en particular del sud. El ràpid augment de la població immigrada ha influït enormement en les transformacions demogràfiques de la ciutat, arribant a un punt en què supera amb escreix la població autòctona (ja als anys 80, 2 de cada 3 residents eren immigrants d'altres parts d'Itàlia). L'explosió demogràfica també va ser la principal causa de la intensa urbanització dels barris perifèrics, que es va produir a la primera meitat del segle XX i va continuar durant els anys 60 i 70.

### Llengües i dialectes
A la zona de la ciutat, el típic vernacle parlat és el dialecte bolonyes, una varietat lingüística de la llengua emiliana. Es divideix en el dialecte bolonyes de la ciutat (originat de l'àrea intramural) i les variants anomenades "airejades" de la província. Com ja va assenyalar Dante Alighieri en el seu De Vulgari Eloquentia, hi va haver diferències de parla fins i tot entre els habitants del centre, és a dir, entre el poble de San Felice (corresponent a la zona de Pratello) i els de Strada Maggiore (la zona on el segle VIII s'havien instal·lat els llombards).

#### Comunitat LGBT
Bolonya és la ciutat italiana pionera del moviment pels drets LGBT. El primer moviment gai, el "Cercle de Cultura Homosexual 28 de juny", es va activar a la ciutat ja l'any 1978 i el 1982 va obtenir espais de trobada de l'Ajuntament. Arcigay, l' associació nacional més gran per a la protecció dels drets LGBT a Itàlia, es va establir a Bolonya el 1985 amb seu al Cassero di Porta Saragozza.

## Cultura
En la cultura popular Bolonya és coneguda com "la grassa" (per la cuina), "la dotta" (per la universitat), "la rossa" (pel color dels maons dels edificis del centre històric, encara que sovint l'adjectiu fa referència al pensament polític "roig/vermell" molt estès entre la població de la ciutat) i "la turrita" (per l'elevat nombre de torres construïdes a l'època medieval, encara que només se'n conserven vint-i-quatre).

### Instrucció

#### Universitat

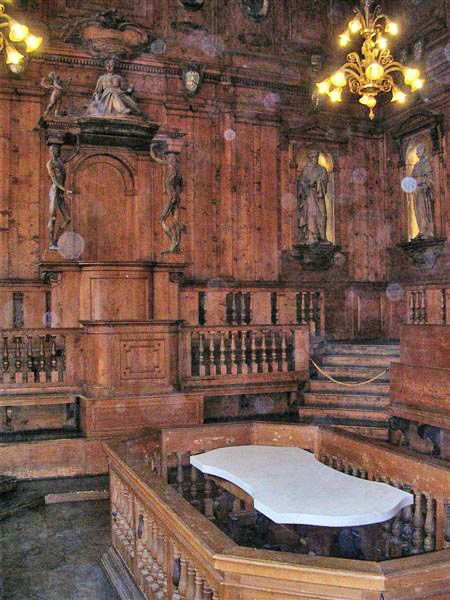
El teatre anatòmic de l'Archiginnasio, antiga seu de la Universitat.

La Universitat de Bolonya és considerada la universitat més antiga del món occidental. La data de la seva fundació fou fixada convencionalment l'any 1088 per una comissió presidida per Giosuè Carducci. La vida de la ciutat i la de la universitat han estat íntimament lligades des de l'edat mitjana, fet que ha valgut a Bolonya el sobrenom de la docta . El curs 2019/20 va acollir més de 87 000 estudiants. Segons el rànquing mundial d'universitats elaborat per Quacquarelli Symonds, la Universitat de Bolonya és la segona universitat italiana i la 160a del món. L'elevat nombre d'estudiants, procedents d'arreu d'Itàlia i del món, té un impacte notable en la vida de la ciutat. Si bé, d'una banda, aquesta afluència contribueix a dinamitzar notablement el centre històric (on d'altra banda la mitjana d'edat dels veïns seria molt alta) i l'oferta cultural, d'altra banda les administracions locals sovint s'han de fer front a problemes d'ordre públic i brutícia. vinculada a l'animada vida nocturna de la zona universitària.

#### Biblioteques

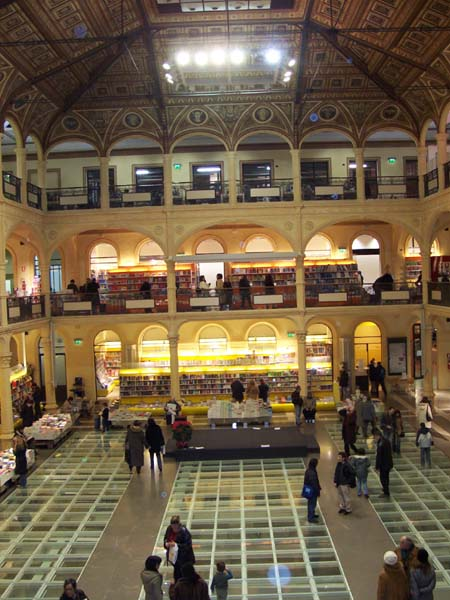
Interior de la Biblioteca Sala Borsa.

A Bolonya hi ha més d'un centenar de biblioteques, entre elles 4 municipals, 11 de barri i més de 70 universitàries, situades en diferents zones de la ciutat. Entre les més conegudes i populars es troben la Biblioteca Municipal Archiginnasio (antiga seu de la Universitat) i la Biblioteca Sala Borsa (inaugurada l'any 2001 ). La més ben proveïda, amb més d' 1 300 000 volums, és la Biblioteca Universitària de Bolonya. De gran interès, i de cabdal importància a nivell nacional i europeu, és la Cineteca di Bologna, institució municipal dedicada al cinema i la filmografia.

#### Museus

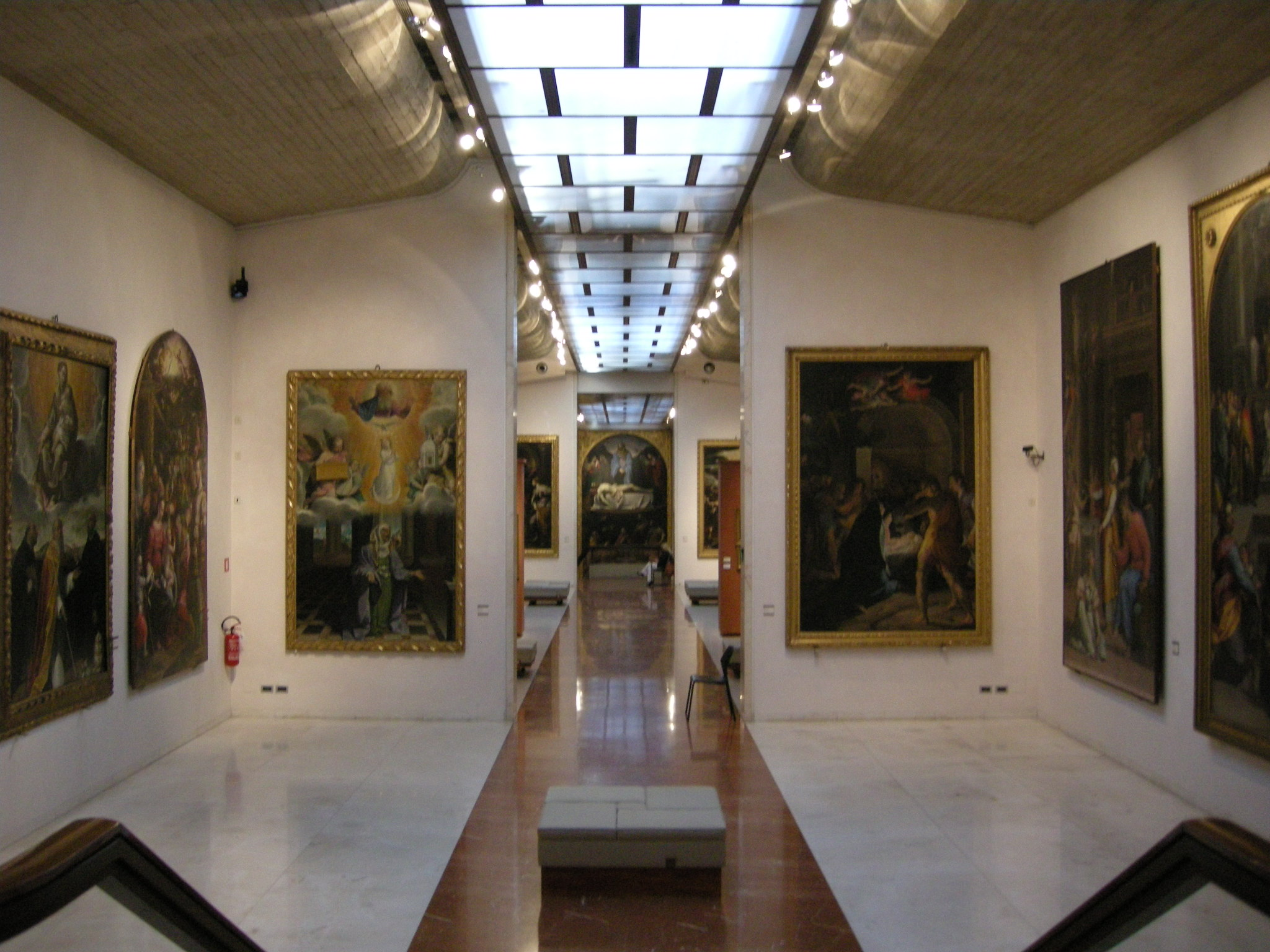
Galeria Nacional d'Art

Bolonya compta amb més de quaranta museus en els quals, a més de les col·leccions permanents, s'organitzen exposicions temporals. Els museus cívics més importants són: les Col·leccions d'Art Municipal, el Museu Cívic Arqueològic, el Museu Cívic Medieval, el Museu Morandi, el Museu Cívic d'Art Industrial Davia Bargellini, el Museu del Patrimoni Industrial de Bolonya, el MAMbo (Museu d'Art Modern de Bolonya) i el Museu Internacional i Biblioteca de la Música . La Pinacoteca Nazionale di Bologna, fundada l'any 1802 al si de l'Acadèmia de Belles Arts, és un museu estatal amb autonomia de gestió.

### Art

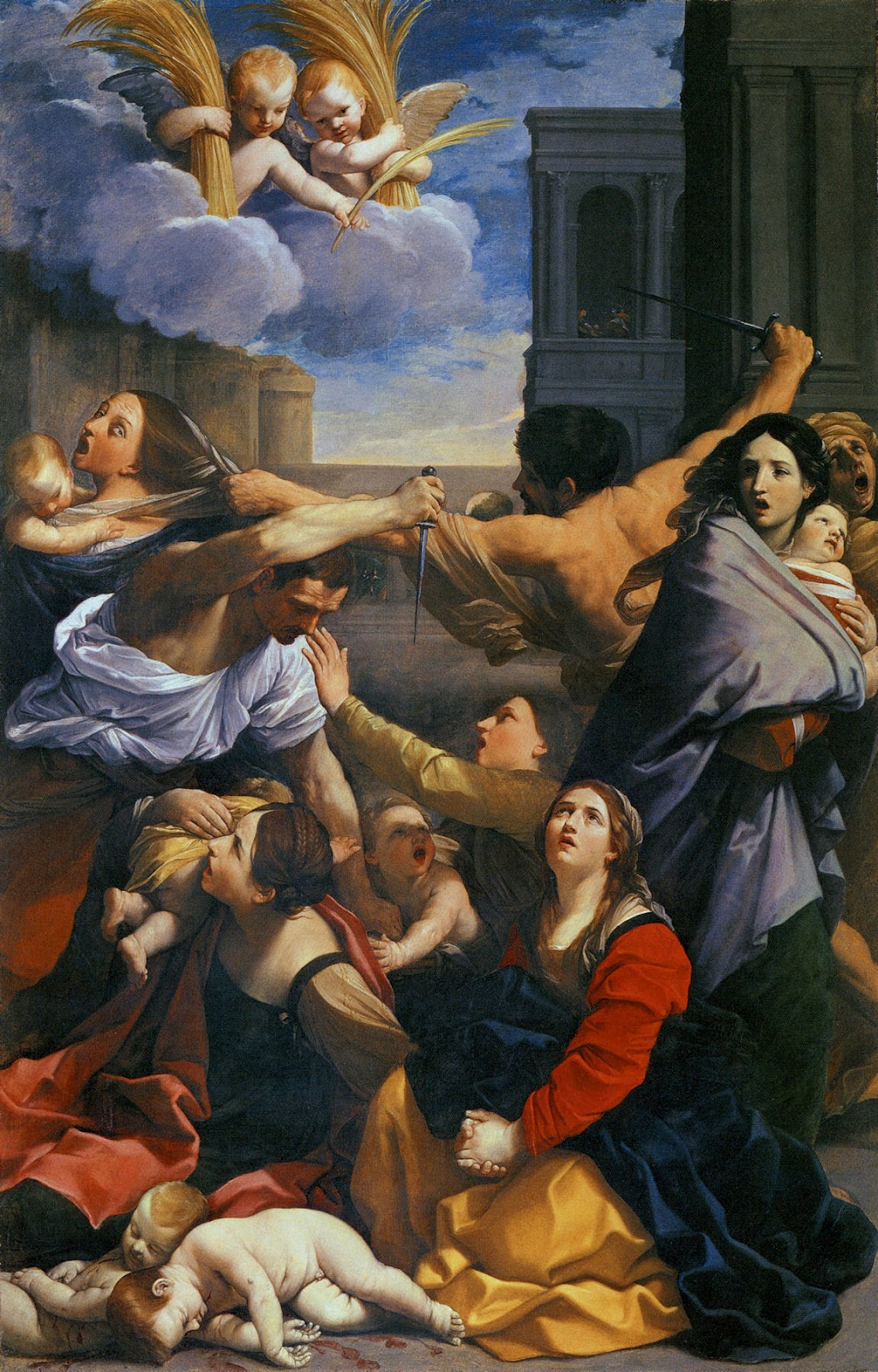
Guido Reni, Massacre dels Innocents (1611), Pinacoteca Nazionale di Bologna.

Durant el Renaixement, sobretot sota el senyoriu de Bentivoglio, Bolonya va ser la llar dels pintors Amico Aspertini i Francesco Francia, mentre que també hi van treballar els ferrarès Francesco del Cossa i Lorenzo Costa. Però és entre la segona meitat del segle XVI i el començament del segle XVIII (és a dir, del maniérisme al barroc) que l'escola de pintura bolonyesa va assolir el seu apogeu amb artistes del calibre de Domenichino, els Carracci (fundadors de l'Accademia degli Incamminati ), Domenico Tibaldi, Guercino, Guido Reni, Elisabetta Sirani, Prospero Fontana, Lavinia Fontana i molts altres, mentre que Parmigianino i Donato Creti també hi van treballar. Les obres d'aquests artistes es poden admirar a les esglésies i palaus de la ciutat, així com a la Galeria Nacional d'Art de Bolonya.
En l'àmbit escultòric van treballar artistes com Arnolfo di Cambio, Nicola Pisano, Pierpaolo dalle Masegne, Niccolò dell'Arca, Jacopo della Quercia, Michelangelo, Giambologna, Alfonso Lombardi, Properzia de' Rossi i, més recentment, Umberto Mastroianni, Nicola Zamboni i Luigi Mainolfi.

### Literatura
Bolonya és la pàtria, nativa o adoptiva, de molts grans escriptors i poetes italians, com Guido Guinizelli, Giosuè Carducci (primer italià a guanyar el Premi Nobel de Literatura a principis del segle XX ), Giovanni Pascoli i Pier Paolo Pasolini.

### Cuina

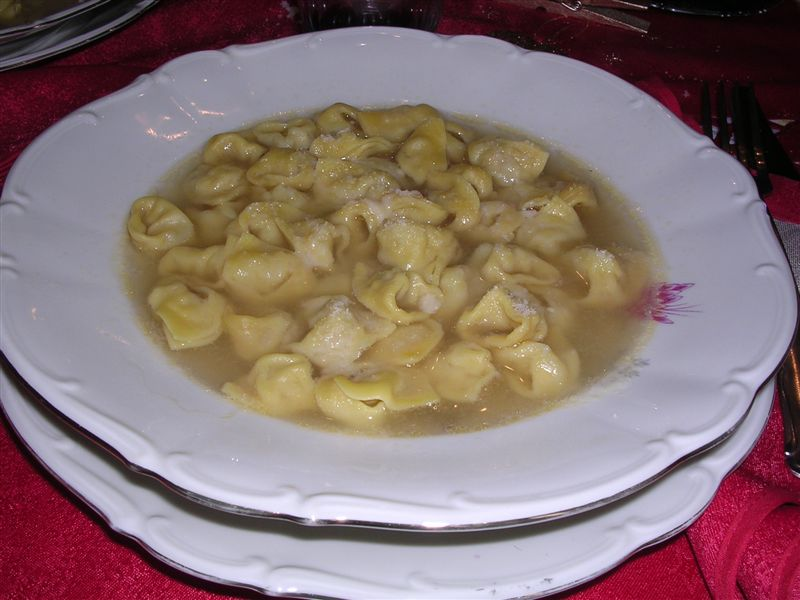
Tortellini in brodo.

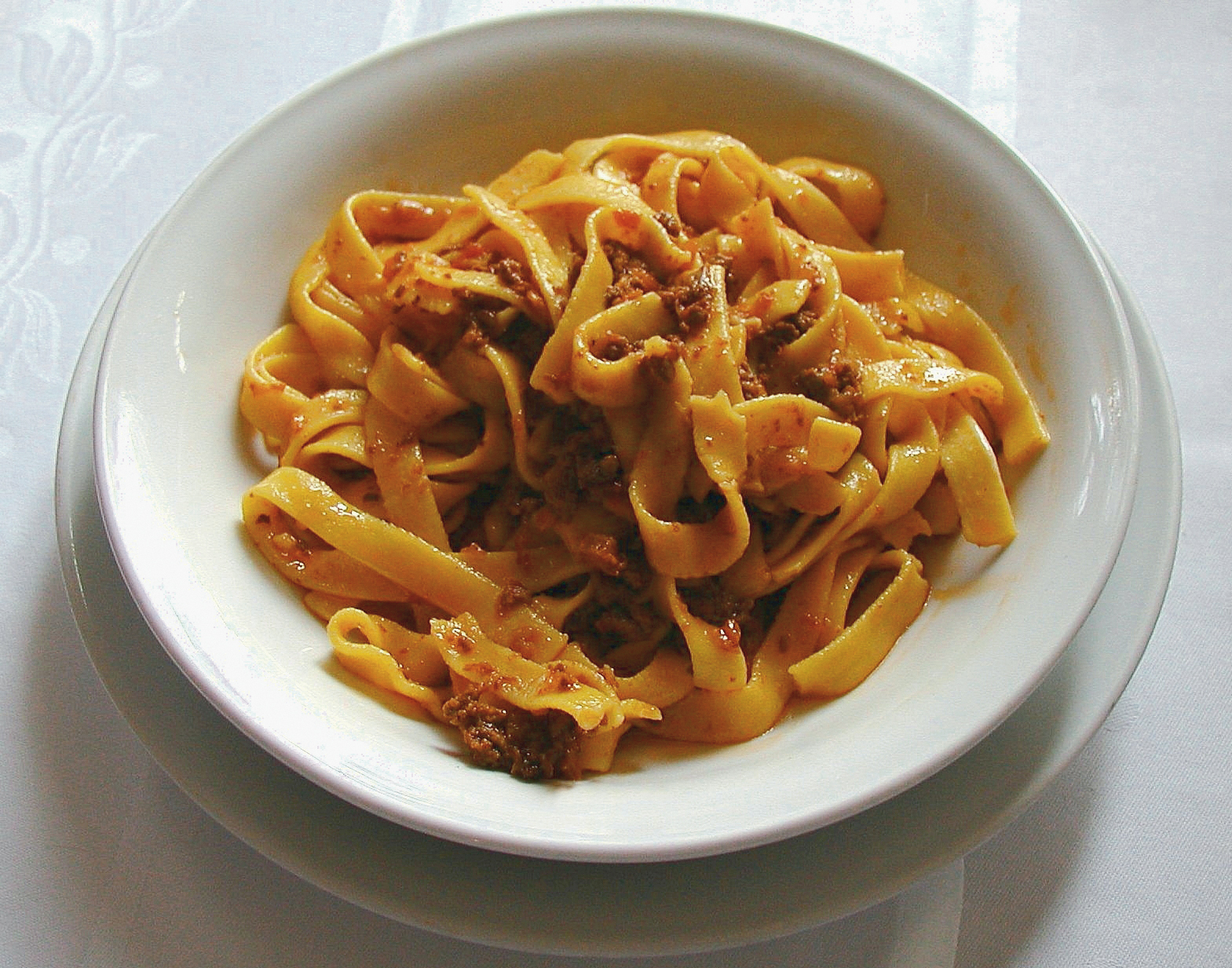
Tagliatelle al ragú.

La fama internacional de la cuina bolonyesa es remunta a l'edat mitjana, quan poderoses famílies nobles empraven a les seves corts els cuiners més celebrats de l'època, mentre que ja hi havia nombroses tavernes a la ciutat al segle xiv . La tradició gastronòmica de Bolonya està molt lligada a la Universitat: la barreja de nombrosos estudiants i professors de diferents nacionalitats va enriquir la cultura gastronòmica, i va fer necessària una bona organització de l'oferta d'aliments.

## Economia
Bolonya acull una important xarxa d'indústries mecàniques, electròniques i alimentàries i un gran nombre d'empreses artesanals. La ciutat metropolitana acull, proporcionalment, el major nombre de negocis per habitant d'Itàlia. A principis de 2007, la CNA ( Confederació Nacional d'Artesania i Petites i Mitjanes Empreses) va registrar un nombre de 16.500 empreses associades, una quantitat només inferior a les de Milà i Roma.

### Indústria

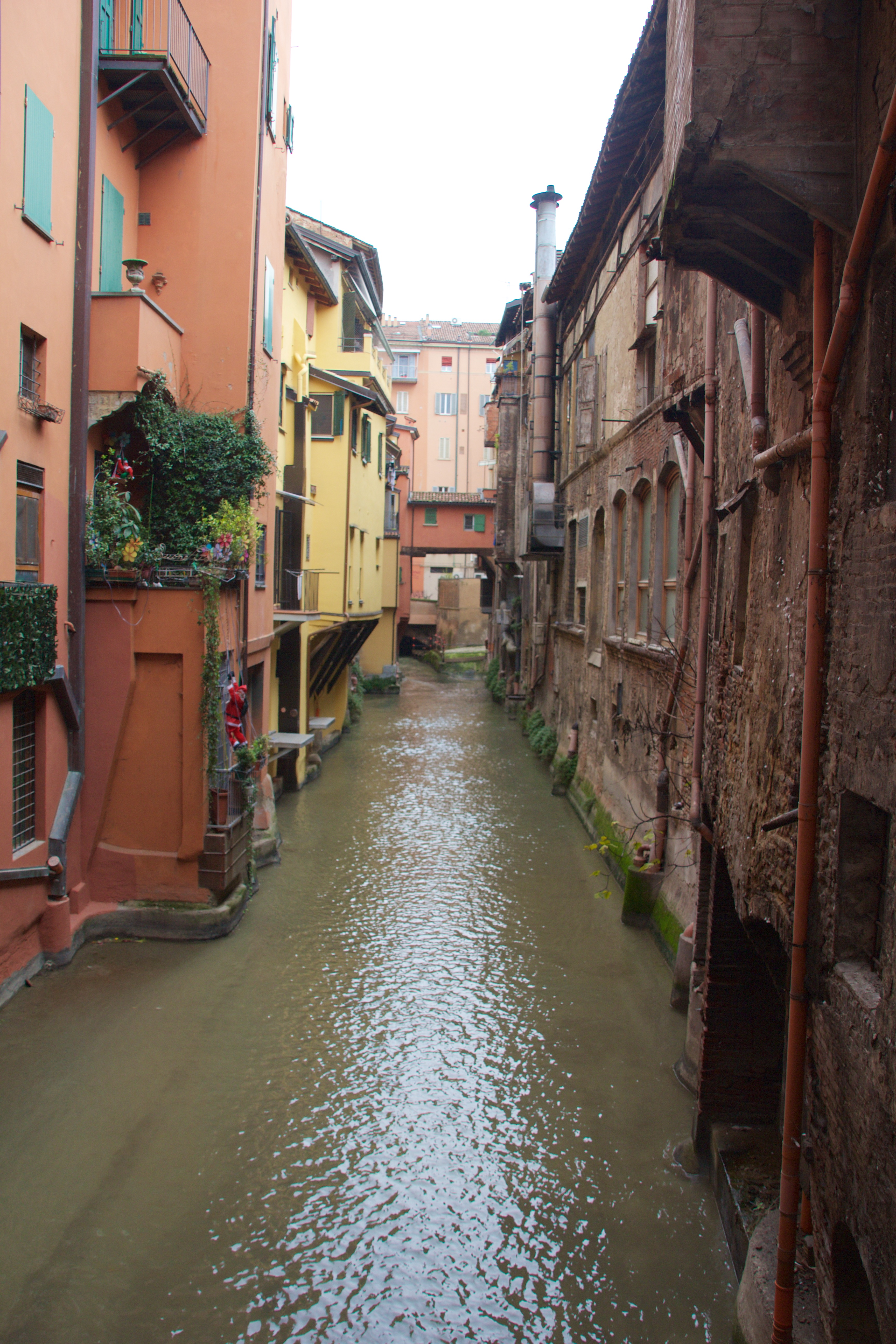
Canale delle Moline, un dels més emblemàtics de la ciutat.

La indústria mecànica va florir a Bolonya ja al segle XV, principalment la indústria de la seda, gràcies als nombrosos molins de seda mecànics alimentats pels canals de la ciutat, que representaven una tecnologia molt avançada per a l'època. El nombre de màquines de seda va arribar a les 100 unitats en el moment de màxima expansió, segles abans de la revolució industrial.

Logo de Maserati, nascuda a Bolonya i que conté el trident de la font de Neptú de Piazza Maggiore.

Avui Bolonya es troba al centre d'un districte industrial mecànic i electromecànic (i més recentment mecatrònic) molt important, que s'ha consolidat especialment en els sectors de l'automoció i l'embalatge. En el sector dels motors, hi tenen la seva seu empreses com Ducati, Industria Italiana Bus i la seu italiana de Volvo. A més, a l'àrea metropolitana hi ha Lamborghini (a Sant'Agata Bolognese) i la seu italiana de Saab (a Casalecchio di Reno ). Maserati, Malaguti i Moto Morini es van fundar a Bolonya.

### Comerç
Gràcies a la gran tradició culinària, les botigues d'alimentació estan molt esteses a Bolonya. Separat de la Piazza Maggiore pel Palazzo dei Banchi, hi ha el que queda de l'antic Mercato di Mezzo, on els carrers encara porten els noms dels artesans que, a l'edat mitjana, hi havien ubicat els seus tallers: via degli Orefici, via Drapperie. (sastres), via Pescherie Vecchie, via Clavature (ferrers), via Caprarie (carnissers). Un altre mercat històric de la ciutat és el mercat de les herbes .

### Turisme
El turisme a Bolonya ha experimentat un fort augment des del 2015, arribant a un rècord de 2,4 milions d'arribades el 2019, amb un creixement del 118% respecte al 2014. El 2019 els turistes estrangers, principalment europeus, van representar el 47% de les arribades, mentre que el 53% restant eren turistes italians.
Aquest augment de les presències turístiques es va produir arran de la signatura d'acords comercials amb la companyia aèria de baix cost Ryanair, la creació l'any 2014 per iniciativa de la Cambra de Comerç de l'empresa de promoció turística "Bologna Welcome srl ", a la qual van seguir nombroses campanyes de màrqueting centrades en "alimentació, música i motors".
Tanmateix, el ràpid i massiu augment de les presències turístiques també ha comportat els efectes negatius típics del turisme de masses, com la congestió al centre, la proliferació de restaurants turístics de dubtosa qualitat i els minimercats (també en detriment de les botigues històriques), l'establiment de tarifes d'entrada a diversos monuments, així com un augment notable dels costos immobiliaris.

## Infraestructura i transport
La ciutat i la seva àrea metropolitana es troben al centre del trànsit productiu d'Itàlia. En general es pot afirmar que aquesta funció de cruïlla és possible per la particular posició geogràfica que, tot i situar-la a l'extrem sud de la vall del Po, la situa, quasi com a punt de pas obligat, al centre de les vies de comunicació. que connecten el nord d'Itàlia amb el sud, tant a través de la ruta "Adriàtica" de Torí, Milà, el Vèneto a la Pulla, que és molt més important per al trànsit que la ruta "tirrena" de Gènova a Roma, com a través del tan -anomenada "cresta dels Apenins" a Florència i Roma (que explota, almenys en el primer tram, la històrica i important via de penetració als Apenins representada per la vall del riu Reno ): de fet, aquestes dues vies es troben a Bolonya.

### Carreteres
L' A1 (Autostrada del Sole Milà - Florència - Roma - Nàpols ), l' A14 (Autostrada Adriatica Bologna- Ancona - Taranto) i l' A13 (Bolonya- Pàdua) conflueixen al nucli de l'autopista de Bolonya. L'anella d'autopistes que envolta la ciutat per l'oest, el nord i l'est és d'aproximadament 22 milles l'una al costat de l'altra km de la circumval·lació de Bolonya.

### Ferrocarrils

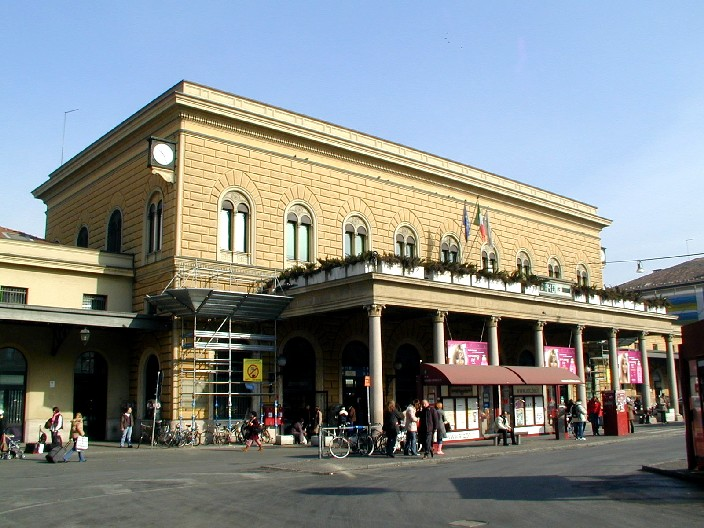
Estació Central de Bolonya

Bolonya constitueix un nucli ferroviari d'importància nacional, pel qual s'estima que transita més enllà del 85% del trànsit nacional entre Nord i Sud, excloent el trànsit per La Spezia (per Milà i França) i el trànsit per Ravenna - Ferrara.
La principal estació de ferrocarril és l'estació de Bolonya Central, una de les estacions italianes més grans pel que fa al trànsit de passatgers (al voltant de 58 milions per any) i al nombre de trens diaris en trànsit. Els ferrocarrils ofereixen serveis a escala metropolitana, regional, nacional i internacional, amb connexions directes amb Zuric, Munic i Viena.

### Aeroports
L'aeroport Guglielmo Marconi de Bolonya l'any 2023 va ser el sisè aeroport italià per nombre de passatgers. La importància de l'aeroport (la zona de captació del qual s'estima en almenys deu milions de persones) es deu principalment a la seva posició en el "centre de gravetat de producció" d'Itàlia. A més de la seva funció al servei de tota l'àrea de producció d'Emilia i Marches, l'augment de les rutes de les companyies aèries de baix cost i la construcció de la línia d'alta velocitat a Florència han provocat un augment massiu d'usuaris turístics. L'aeroport està connectat amb l'estació de Bolonya Centrale mitjançant el Marconi Express, un transport de persones elevat que triga 7 minuts a completar el viatge.

## Administració
Al llarg de la seva història democràtica, l'administració de la ciutat s'ha distingit per la seva orientació política d'esquerres. El 1914 el Partit Socialista va guanyar les primeres eleccions administratives amb sufragi universal masculí per una àmplia majoria amb el lema electoral "Pa i l'alfabet", donant lloc a la primera junta socialista de Francesco Zanardi. L'arribada del règim feixista va comportar l'abolició dels òrgans democràtics municipals, que es van restablir només després de l'Alliberament amb la implantació del sufragi universal. El primer alcalde de la postguerra va ser Giuseppe Dozza, nomenat l'any 1945 pel Comitè Regional d'Alliberament Nacional d'Emília i Romaña i confirmat a les primeres eleccions administratives amb sufragi universal l'any 1946 . Des d'aleshores, amb només l'interludi de 1999-2004 (que va veure Giorgio Guazzaloca al capdavant del consell de centredreta), els ciutadans han escollit administracions d'esquerres o de centreesquerra, tant és així que el sobrenom de "Bolonya vermella" va ser donat un sentit polític.

### Ciutats agermanades
Bolonya està agermanada amb tretze ciutats estrangeres i tres municipis italians:
- Leipzig
- Zagreb
- Khàrkiv
- València
- Tessalònica
- Tolosa
- Coventry
- Saint Louis
- San Carlos
- La Plata
- Saint-Louis
- Tuzla
- Portland
- San Fele
- Bari
- Pollica

## Esport

### Futbol

Escut del Bologna FC

El Bologna Football Club 1909, juga a l'actualitat a la Serie A. L'equip és set vegades campió italià, guanyador de la Copa d'Itàlia dues vegades i de la Copa d'Europa Central tres vegades, té la seu a la ciutat. El seu palmarès també inclou una Copa Intertoto, una Copa de la Lliga italo-anglès i un Torneig Internacional de l'Expo Universal de París de 1937.

### Bàsquet

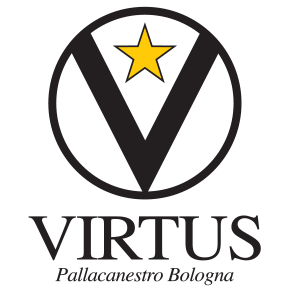
Escut de la Virtus Bologna, principal esquip de bàsquet de la ciutat.

A Bolonya el bàsquet és un esport molt arrelat. Als anys noranta la ciutat es va guanyar el sobrenom de Basket City ("la ciutat del bàsquet") gràcies a la militància simultània al cim d'Europa dels dos equips bolonyesos: Virtus, guanyador de 16 Scudetti i 2 Eurolliga-Copa de Campions, i Fortitudo., que va guanyar el campionat italià dues vegades.
El bàsquet femení està representat a alts nivells per la selecció femenina de militants de la Virtus a la sèrie superior i per Libertas Basket Bologna, a la Serie A2 des de 1993.

### Voleibol
Zinella Volley va guanyar el campionat d'Itàlia la 1984/85, la Copa d'Itàlia la 1983/84, la Recopa la 1986/87 i una Copa de la Lliga la 1985/86. Posteriorment va ser adquirida per l'empresa Pallavolo San Lazzaro, que al seu torn, a principis de 2019, es va fusionar en la nova Geetit Pallavolo Bologna juntament amb altres 6 empreses locals. Al campionat 2021-2022 juga a la Serie A3.

### Esports de motor
Rellevant en l'àmbit dels esports de motor és Ducati Corse, un equip de motociclisme bolonyes, campió de MotoGP el 2007, 2022 i 2023.

## Bolonyesos reconeguts
- Ludovico Caracci (1555-1619), pintor i gravador, cosí dels germans Carraci.
- Agostino Carracci (1557-1602), pintor i gravador, fundador de l'Accademia degli Incamminati.
- Annibale Carracci (1560-1609), pintor i gravador del barroc italià, germà d'Agostino Carraci.
- Luigi Palmerini (1768-1842), compositor d'estil clàssic.
- Carlotta Ferrari (1837-1907), poeta i compositora.
- Giuseppe Busi (1808-1871), compositor de música i musicògraf.
- Alessandro Busi (1833-1895), fill d'en Giuseppe i també compositor.
- Guglielmo Marconi (1874-1937), enginyer elèctric, inventor conegut pel desenvolupament del sistema telegràfic sense fils.
- Pier Paolo Pasolini (1922-1975), escriptor, poeta i director de cinema.
- Christian Vieri (1973), futbolista.
- Federico Parisini (1825-1891), compositor i musicògraf.
- Giovanni Liverati (1772-1829), compositor.
- Giovanni Guidetti (1532-1592), compositor.
- Bruno Mugellini (1871-1912) morí en aquesta ciutat, pianista, compositor i musicòleg.
- Stefano Golinelli (1818-1891) fou un compositor i pianista.
- Giovanni Spataro (1458-1541) fou un musicòleg, mestre de capella i compositor.
- Elisabetta Manfredini (1790-1824), soprano.
- Pietro Morandi (1739-1815), mestre de capella i compositor.
- Carolina Rosati (1826-1905), ballarina clàssica.
- Francesco Piermarini (segle XVIII-1845), compositor i cantant d'òpera.
- Felice Bambini (1742-1800), compositor.
- Pirro Albergati (1663-1735) fou un compositor.
- Matteo Babbini (1754-1816) fou un tenor líric.
- Camillo Cortellini (1561-1630) fou un compositor del Barroc primerenc.
- Sebastiano Cherici (1647-1703) fou un compositor del Barroc.
- Annibale Melone (primera meitat del segle xvi), compositor i teòric musical.
- Francesco Pasio (1554), jesuïta, missioner al Japó i a la Xina.
- Riniero Scarselli (vers 1610 - [...?]), compositor madrigalista.
- Umberto Puppini (1884-1946), matemàtic, polític i batlle de la ciutat
- Raffaella Carrà (1943-2021), actriu, ballarina i cantant.

### Estudiants famosos de laUniversitat de Bolonya
- Giorgio Armani (1934) dissenyador de moda italià.
- Torquato Tasso (1544-1595) poeta italià de l'època de la Contrareforma.
- Pierluigi Collina (1960) exàrbitre de futbol, considerat per la IFFHS com el millor de tots els temps.
- Francesco Petrarca (1304-1374) escriptor, poeta i humanista.
- Nicolau Copèrnic (1473-1543) astrònom polonès que va formular la cosmologia heliocèntrica.
- Laura Bassi (1711-1778) física italiana coneguda per haver estat la primera professora i catedràtica d'una universitat europea.
- Giovanni Pascoli (1855-1912) poeta italià considerat com un dels millors de finals del segle XIX.
- Dante Alighieri (1265-1321) poeta reconegut en la literatura universal, especialment per la seua obra La Divina Comèdia.
- Umberto Eco (1932-2016) semiòleg, filòsof i escriptor centrat en la filosofia tomista i la cultura medieval.